# Eberstadt, Darmstadt
Eberstadt är en stadsdel i Darmstadt, Tyskland. Den var tidigare en självständig kommun i södra Hessen. 

## Historia och Etymologi
Orten nämns 782 för första gången i en urkund medan Lorsch kodex.
Namnet "Eberstadt" kommer från tyskans "Eber" och "Stadt", som betyder "Galt stad".

## Galleri

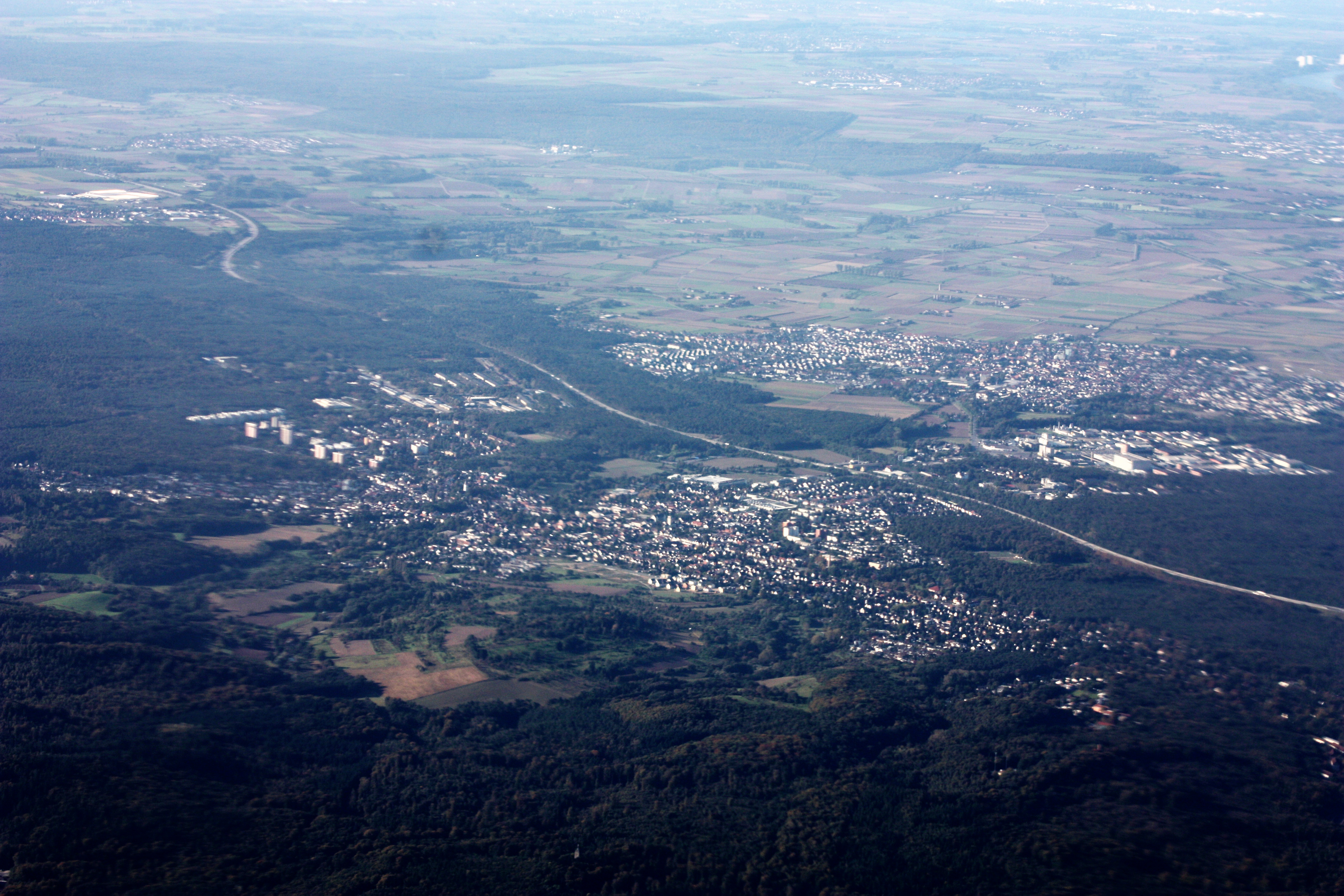
Flygfoto (2010)
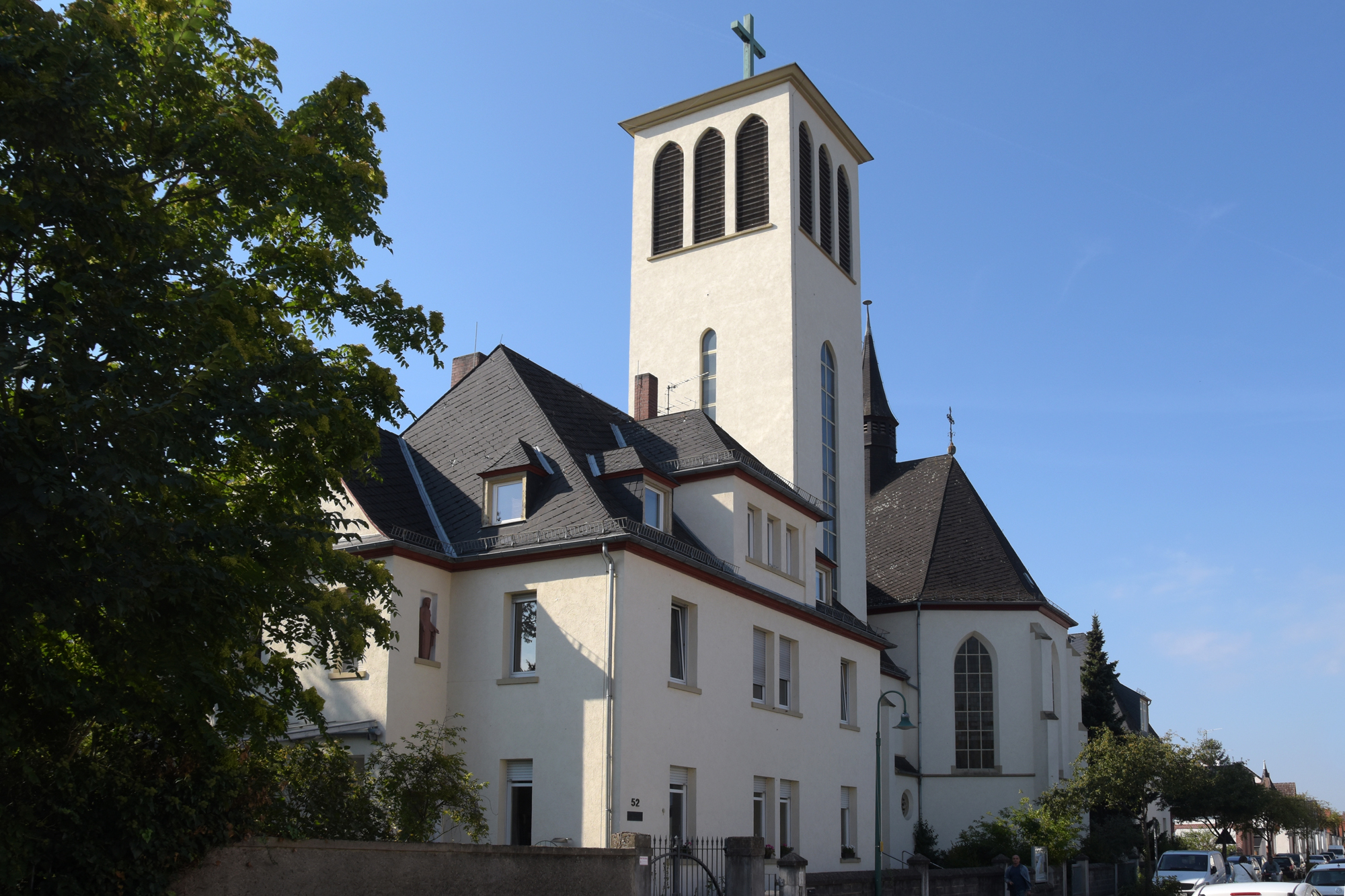
Katolska kyrka "St. Josef" (2016)
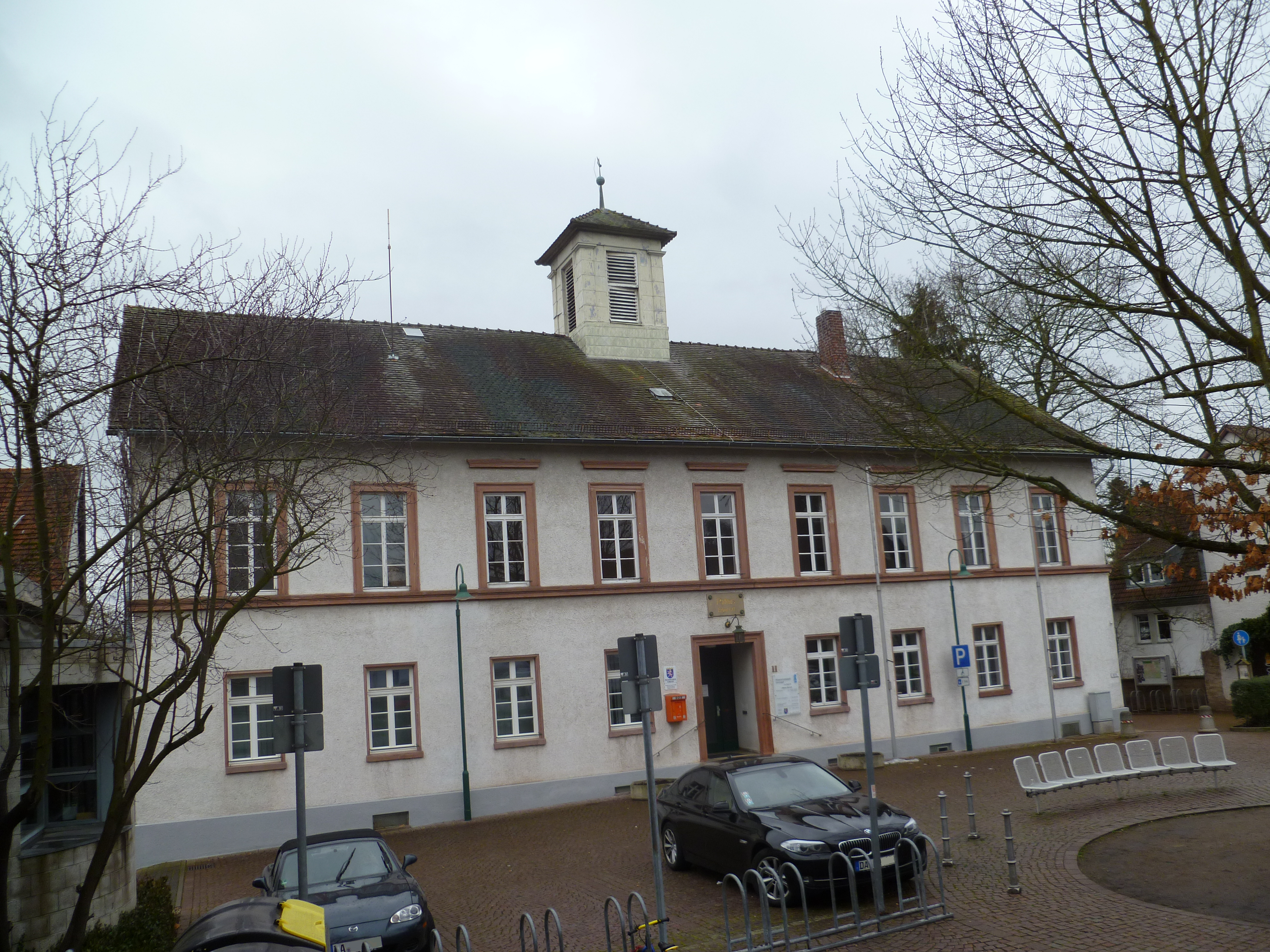
Gammal rådhus (2016)
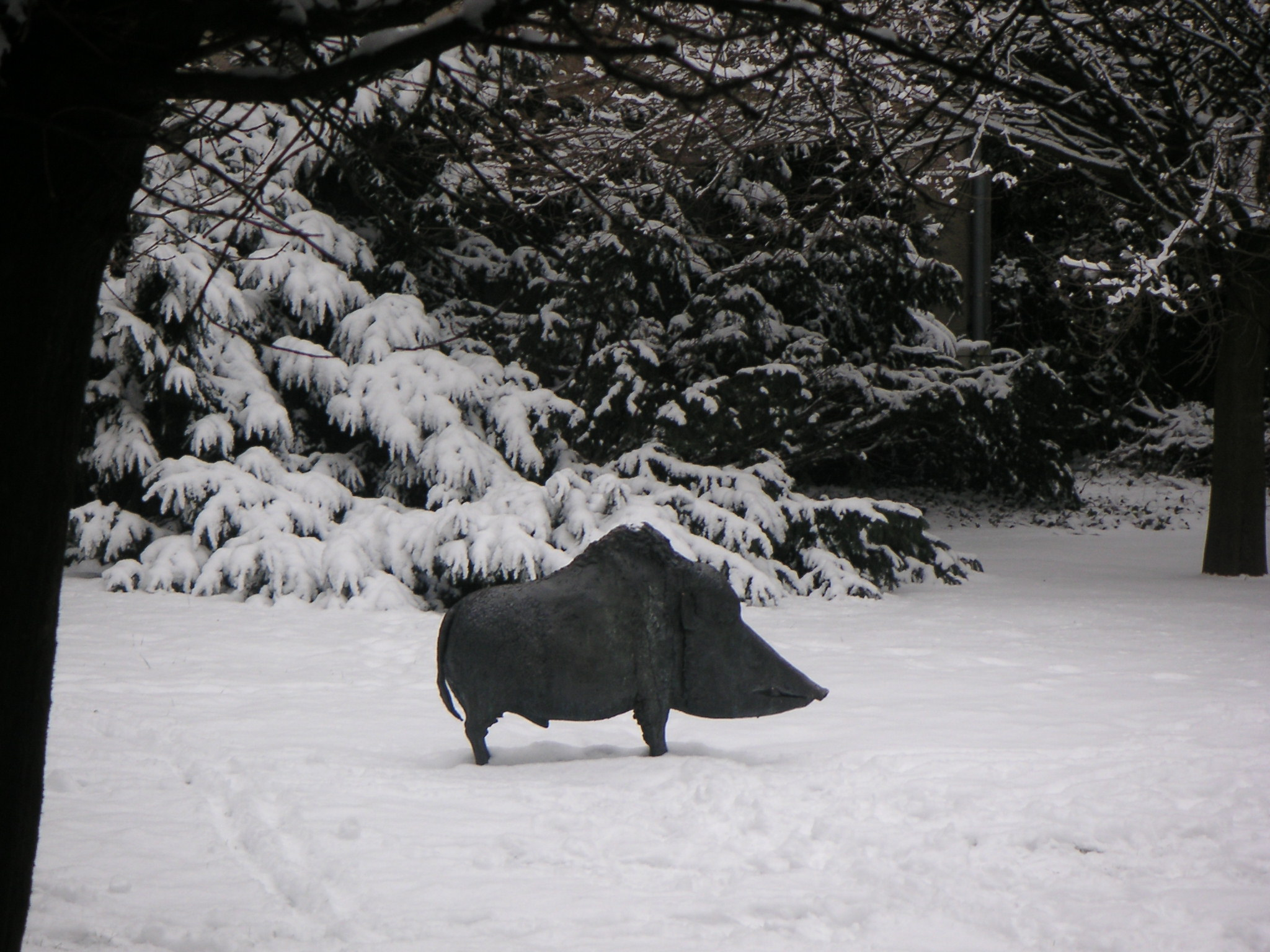
Skulptur "Eber" (= galt); (2006)